# 聚三牌

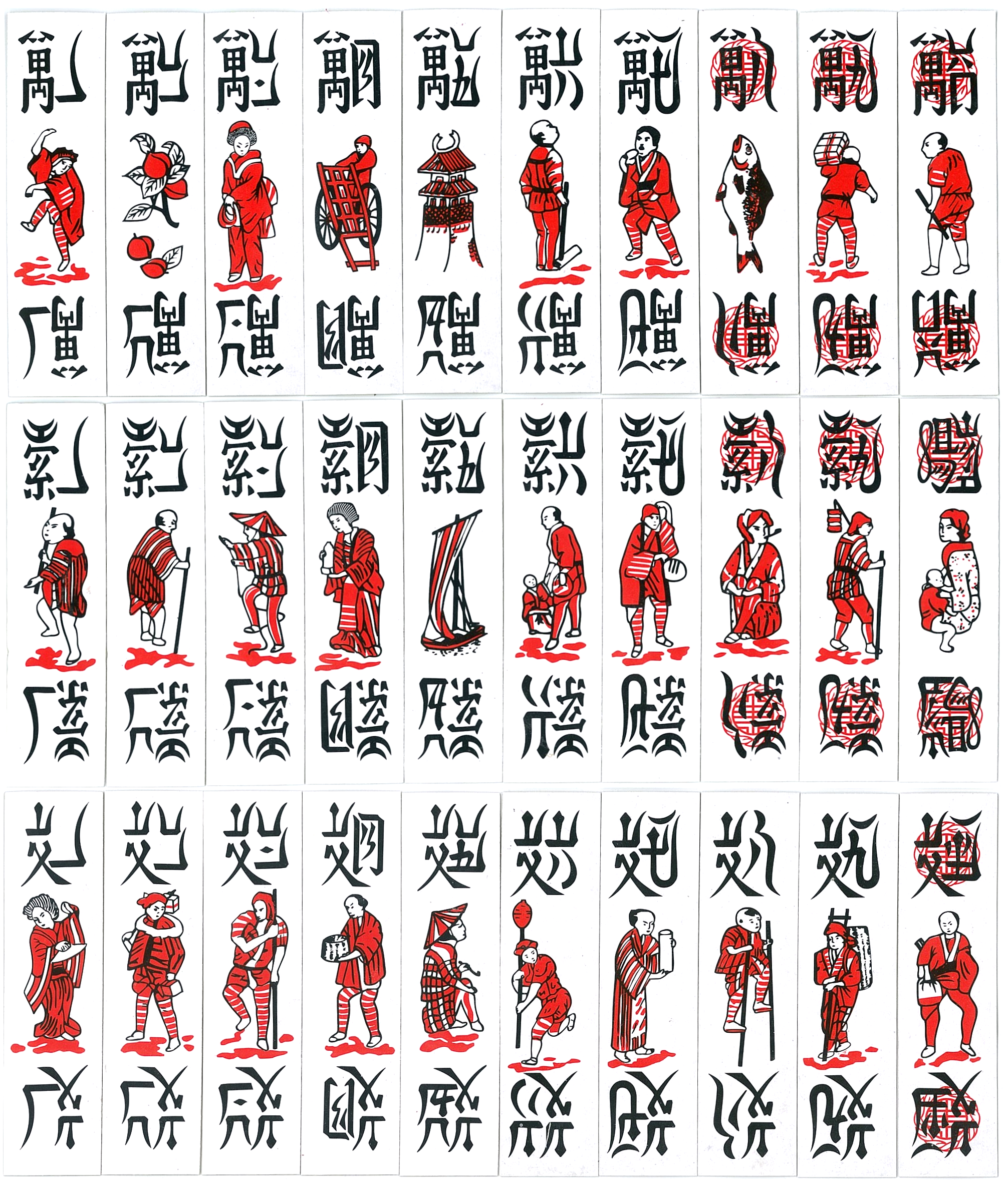
聚三牌

聚三牌，在黎末阮初時范廷琥的《日用常谈》就有記載，是流傳於越南北部的葉子戲。

## 牌具
一到九的序數牌，花色有萬、索、文，每門各四張，另有類似水滸牌的三元牌各四張，共一百二十張，為何牌面為穿著日本傳統服飾的人物？專家也表示不解。